# Onverschuldigde betaling (België)
De onverschuldigde betaling is in België een van de quasi-contracten. Er is sprake van een onverschuldigde betaling van zodra een persoon een betaling doet of presteert ten aanzien van een andere persoon zonder dat dit hem toekwam. De ontvanger is ertoe gehouden om deze betaling of prestatie terug te geven.
De betaling is onverschuldigd wanneer er geen rechtsgrond voor bestaat.
Voorbeeld: Jan schrijft per ongeluk een bedrag van € 1.000 over naar Mieke. Op grond van de onverschuldigde betaling kan Jan de betaling terugvorderen. Mieke zal  € 1.000 moeten terugbetalen.

## Toepassingsvoorwaarden
Zodat men zou kunnen spreken van een onverschuldigde betaling, moet er een betaling plaatsgevonden hebben die onverschuldigd was.

### Betaling
De betaling betreft de nakoming van een verbintenis om een veronderstelde schuld te doen uitdoven. Het bestaat enerzijds uit een materieel en anderzijds uit een moreel element. Het materiële aspect beoogt de nakoming of uitvoering van de verbintenis. Het moreel element bestaat eruit dat de betaler de betaling heeft gedaan om een veronderstelde schuld na te komen.

### Onverschuldigd
De betaling moet zijn gebeurd zonder dat deze verschuldigd was. Er was m.a.w. geen oorzaak (in de zin van art. 1108 BW) voor. Een betaling kan zowel objectief als subjectief onverschuldigd zijn.
Is de betaling objectief onverschuldigd, dan bestaat er geen schuld. Er zijn verschillende scenario's denkbaar:
- er is nooit een schuld geweest;
- de schuld die wordt betaald is reeds uitgedoofd;
- een schuldenaar betaalt meer dan zijn schuld;
- er is een schuld, maar die is nog niet opeisbaar;
- de schuld vindt haar oorsprong is een ontbonden of nietige verbintenis.

Is de betaling subjectief onverschuldigd, dan bestaat er in hoofde van de betaler wel een schuld, maar is de ontvanger van de betaling niet de schuldeiser van die schuld. M.a.w.: er is wel een schuld, maar er werd betaald of gepresteerd naar de verkeerde persoon.

## Natuurlijke verbintenis
Indien er tussen twee personen een natuurlijke verbintenis bestaat, en de ene jegens de andere presteert, kan de presteerder zich niet beroepen op de onverschuldigde betaling aangezien de prestatie de natuurlijke verbintenis doet herleven.